# 유테이르 우크라이나
유테이르 우크라이나(영어: UTair-Ukraine, 우크라이나어: ЮТэйр-Украина)는 우크라이나의 항공사로 본사는 우크라이나 키이우에 위치해 있으며 2008년에 설립했다. 또한 사용하고 있는 허브 공항으로 키이우에 위치한 키이우 국제공항이 있으며 자회사는 유테이르 항공이 있다.

## 보유 기종
- 2011년 12월 기준으로 유테이르 우크라이나는 다음과 같은 기종을 보유하고 있으며 평균 기령은 12.8년이다.[1][2]

유테이르 우크라이나의 보유 기종

## 같이 보기
- 유테이르 항공